# Sporting Life (film, 1918)
Pour les articles homonymes, voir Sporting Life.
Pour plus de détails, voir Fiche technique et Distribution.
Sporting Life est un film muet américain de Maurice Tourneur, sorti en 1918.

## Synopsis
John, Comte de Woodstock mais désargenté, pense retrouver la fortune en pariant sur le boxeur Joe Lee dans un combat qui aura lieu au English National Sporting Club, et en faisant courir son cheval Lady Love dans le Derby d'Epsom. L'ennemi juré de Woodstock, le parieur Malet De Carteret, veut déjouer ces plans en poussant sa femme Olive à séduire Joe pour l'éloigner à la fois de son entraîneur et de sa fiancée Kitty Cavanagh. Comme le boxeur ne répond pas à ses charmes, elle le drogue. Woodstock prend sa place sur le ring et gagne contre le champion Crake, après un combat difficile. Pendant ce temps, les hommes de Carteret volent Lady Love, mais la sœur de Kitty, Norah, dont Woodstock est amoureux, arrive à reprendre le cheval. Puis, Carteret kidnappe le comte, mais Joe le délivre, et ils arrivent à temps sur le champ de courses pour voir Lady Love gagner. Redevenu riche, Woodstock épouse Norah, pendant que Joe se marie avec Kitty.

## Fiche technique
- Titre original : Sporting Life
- Réalisation : Maurice Tourneur
- Scénario : Winthrop Kelley, d'après la pièce éponyme de Cecil Raleigh et Seymour Hicks
- Direction artistique : Ben Carré
- Photographie : John van den Broek, René Guissart
- Musique : James C. Bradford
- Production : Maurice Tourneur
- Société de production : Maurice Tourneur Productions
- Société de distribution : Hiller & Wilk
- Pays d'origine :  États-Unis
- Langue originale : anglais
- Format : noir et blanc — 35 mm — 1,37:1 — Muet
- Genre : drame
- Durée : 70 minutes
- Date de sortie :
  - États-Unis : 15 septembre 1918 (première à New York)
- Licence : domaine public

## Distribution
- Ralph Graves : John, comte de Woodstock
- Warner Richmond : Joe Lee
- Charles Eldridge : Miles Cavanagh
- Charles Craig : Malet de Carteret
- Henry West : Straker
- Constance Binney : Norah Cavanagh
- Faire Binney : Kitty Cavanagh
- Willette Kershaw : Olive de Carteret
- Harry Harris : Crake
- Eddie Kelly : Woodstock (dans les scènes de combat de boxe)

## Autour du film
- Ce film a fait l'objet d'un remake, toujours par Maurice Tourneur : Sporting Life (1925).
- Harry Harris avait été champion du monde des poids coqs en 1901.